# Блэр (Небраска)
Блэр (англ. Blair) — город и административный центр округа Вашингтон в штате Небраска в Соединённых Штатах Америки; расположен близ реки Миссури, где ныне построен мост Блэр-Бридж.
Население по переписи 2010 года США составляло 7990 человек, что на 200 человек меньше, чем было во время предыдущей переписи 2010 года.

## История
Блэр был основан в 1869 году, когда железная дорога Sioux City and Pacific Railroad дошла до этой точки. Посёлок был назван в честь железнодорожного магната Джона Инсли Блэра, которому приписывают строительство железной дороги в городе. Блэр получил статус города в 1872 году и в течение первого года был назначен административным центром округа Вашингтон.
Во время биржевого краха 1873 года многие жители Блэра, как и некоторых других городов Небраски столкнулись с голодом. Для оказания помощи пострадавшим была создана организация Nebraska Relief and Aid Society. Конгресс США принял закон о предоставлении помощи в размере 100 000 долларов, и многие граждане Блэра получили деньги, которые помогли им выжить. Железные дороги региона, принадлежавшие Джону Блэру, бесплатно перевозили гуманитарные грузы, продовольствие и лекарства. Правительство штата и армия США помогали распределять еду и одежду.
В 2011 году город Блэр серьёзно пострадал во время наводнения на реке Миссури.
26 апреля 2024 года на Блэр обрушился мощный торнадо, разрушивший или повредивший значительную часть городских построек.

## География
Город Блэр расположен на Лессовых холмах, окруженных со всех сторон холмами и долиной реки Миссури.
Блэр является частью статистического ареала Омаха — Каунсил-Блафс.
По данным Бюро переписи населения США, общая площадь города составляет 5,51 квадратных миль (14,27 км2), из которых 5,49 квадратных миль (14,22 км2) — это суша и 0,02 квадратных мили (0,05 км2) — водная поверхность.